# 斑叶竹芋
斑叶竹芋（学名：Maranta arundinacea var. variegatum）为竹芋科竹芋属下的一个变种。

## 扩展阅读
- 維基物種上的相關：斑叶竹芋